# Motocross delle Nazioni 2012
Il Motocross delle Nazioni 2012 (conosciuto anche con i nomi Motocross des Nations, Motocross of Nations o MXDN), evento giunto alla sessantaseiesima edizione, si è disputato a Lommel in Belgio nei giorni 29 e 30 settembre 2012. È stato vinto dalla squadra tedesca, davanti ai team belga e statunitense.

## Gare
- Fonte[3]

### Gara 1 (MX1 & MX2)
| Pos. | Pilota              | Moto     | Tempo   |
| ---- | ------------------- | -------- | ------- |
| 1    | Antonio Cairoli     | KTM      | 34'26"  |
| 2    | Gautier Paulin      | Kawasaki | a 21"   |
| 3    | Maximilian Nagl     | KTM      | a 28"   |
| 4    | Clement Desalle     | Suzuki   | a 38"   |
| 5    | Ken Roczen          | KTM      | a 40"   |
| 6    | Evgeny Bobryshev    | Honda    | a 1'05" |
| 7    | Ryan Dungey         | KTM      | a 1'11" |
| 8    | Tommy Searle        | Kawasaki | a 1'38" |
| 9    | Marc de Reuver      | Kawasaki | a 1'42" |
| 10   | Jeremy van Horebeek | KTM      | a 1'44" |

### Gara 2 (MX2 & Open)
| Pos. | Pilota           | Moto     | Tempo    |
| ---- | ---------------- | -------- | -------- |
| 1    | Jeffrey Herlings | KTM      | 34'41"   |
| 2    | Tanel Leok       | Suzuki   | a 58"    |
| 3    | Ken de Dycker    | KTM      | a 1'00"  |
| 4    | Ken Roczen       | KTM      | a 1'48"  |
| 5    | Davide Guarneri  | KTM      | a 2'27"  |
| 6    | Blake Baggett    | Kawasaki | a 1 giro |
| 7    | Marcus Schiffer  | Suzuki   | a 1 giro |
| 8    | Todd Waters      | Suzuki   | a 1 giro |
| 9    | Max Anstie       | Honda    | a 1 giro |
| 10   | Xavier Boog      | Kawasaki | a 1 giro |

### Gara 3 (MX1 & Open)
| Pos. | Pilota           | Moto     | Tempo   |
| ---- | ---------------- | -------- | ------- |
| 1    | Antonio Cairoli  | KTM      | 35'00"  |
| 2    | Jeffrey Herlings | KTM      | a 3"    |
| 3    | Justin Barcia    | Honda    | a 57"   |
| 4    | Tanel Leok       | Suzuki   | a 1'23" |
| 5    | Ken de Dycker    | KTM      | a 1'29" |
| 6    | Maximilian Nagl  | KTM      | a 1'37" |
| 7    | Clement Desalle  | Suzuki   | a 1'49" |
| 8    | Gautier Paulin   | Kawasaki | a 1'56" |
| 9    | Ryan Dungey      | KTM      | a 2'00" |
| 10   | Rui Gonçalves    | Honda    | a 2'08" |

## Classifica finale
| Pos. | Selezione Nazionale | Pilota              | Moto      | Classe | Gara 1 | Gara 2 | Gara 3 | Punti |
| ---- | ------------------- | ------------------- | --------- | ------ | ------ | ------ | ------ | ----- |
| 1    | Germania            | Maximilian Nagl     | KTM       | MX1    | 3      |        | 6      | 25    |
| 1    | Germania            | Ken Roczen          | KTM       | MX2    | 5      | 4      |        | 25    |
| 1    | Germania            | Marcus Schiffer     | Suzuki    | Open   |        | 7      | 13     | 25    |
| 2    | Belgio              | Clement Desalle     | Suzuki    | MX1    | 4      |        | 7      | 29    |
| 2    | Belgio              | Jeremy van Horebeek | KTM       | MX2    | 10     | 38     |        | 29    |
| 2    | Belgio              | Ken de Dycker       | KTM       | Open   |        | 3      | 5      | 29    |
| 3    | Stati Uniti         | Ryan Dungey         | KTM       | MX1    | 7      |        | 9      | 39    |
| 3    | Stati Uniti         | Blake Baggett       | Kawasaki  | MX2    | 14     | 6      |        | 39    |
| 3    | Stati Uniti         | Justin Barcia       | Honda     | Open   |        | 14     | 3      | 39    |
| 4    | Paesi Bassi         | Marc de Reuver      | Kawasaki  | MX1    | 9      |        | 17     | 44    |
| 4    | Paesi Bassi         | Glenn Coldenhoff    | KTM       | MX2    | 15     | 39     |        | 44    |
| 4    | Paesi Bassi         | Jeffrey Herlings    | KTM       | Open   |        | 1      | 2      | 44    |
| 5    | Italia              | Antonio Cairoli     | KTM       | MX1    | 1      |        | 1      | 45    |
| 5    | Italia              | Alessandro Lupino   | Husqvarna | MX2    | 37     | 25     |        | 45    |
| 5    | Italia              | Davide Guarneri     | KTM       | Open   |        | 5      | 13     | 45    |
| 6    | Francia             | Gautier Paulin      | Kawasaki  | MX1    | 2      |        | 8      | 47    |
| 6    | Francia             | Marvin Musquin      | KTM       | MX2    | 19     | 11     |        | 47    |
| 6    | Francia             | Xavier Boog         | Kawasaki  | Open   |        | 10     | 16     | 47    |
| 7    | Estonia             | Gert Krestinov      | Honda     | MX1    | 17     |        | 18     | 56    |
| 7    | Estonia             | Priit Rätsep        | KTM       | MX2    | 15     | 20     |        | 56    |
| 7    | Estonia             | Tanel Leok          | Suzuki    | Open   |        | 2      | 4      | 56    |
| 8    | Regno Unito         | Tommy Searle        | Kawasaki  | MX1    | 8      |        | 12     | 56    |
| 8    | Regno Unito         | Jake Nicholls       | KTM       | MX2    | 16     | 36     |        | 56    |
| 8    | Regno Unito         | Max Anstie          | Honda     | Open   |        | 9      | 11     | 56    |
| 9    | Portogallo          | Rui Gonçalves       | Honda     | MX1    | 12     |        | 10     | 80    |
| 9    | Portogallo          | Paulo Alberto       | Honda     | MX2    | 33     | 21     |        | 80    |
| 9    | Portogallo          | Luís Correia        | Yamaha    | Open   |        | 13     | 24     | 80    |
| 10   | Australia           | Lawson Bopping      | Yamaha    | MX1    | 21     |        | 19     | 83    |
| 10   | Australia           | Luke Styke          | Yamaha    | MX2    | 26     | 20     |        | 83    |
| 10   | Australia           | Todd Waters         | Suzuki    | Open   |        | 8      | 15     | 83    |